# Deutsche Schlager-Festspiele
Le Deutsche Schlager-Festspiele est un concours musical de schlager organisé par la Südwestfunk de 1961 à 1966 à Baden-Baden.

## Histoire
À l'initiative de RTL Radio, se tient à Wiesbaden un événement similaire, le Deutsches Schlager-Festival, en 1959, 1960 et 1961. Il s'agit d'avoir un équivalent allemand au festival de Sanremo.
Ce festival est remplacé par le Deutsche Schlager-Festspiele de la SWF. Il se tient annuellement jusqu'en 1966 au Kurhaus de Baden-Baden. Plus de 700 chansons sont inscrites au concours en 1961, 200 en 1962 et 400 en 1966. Un jury choisit les chansons qui participeront aux tours préliminaires et à la finale. Toutes les chansons sont diffusées à la télévision.
L'édition 1962 sert d'épreuve de sélection pour l'Allemagne au Concours Eurovision de la chanson 1962.
De 1968 à 1970 et en 1973, le principe du festival est repris sous le nom de Deutscher Schlager-Wettbewerb.
Une tentative est faite pour relancer le Deutsche Schlager-Festspiele en 1994. Le retour n'est pas si enthousiasmant pour une édition l'année suivante, le festival revient en 1997, 1998 et 1999.

## Chansons gagnantes
| Année | Artiste                | Titre                            |
| ----- | ---------------------- | -------------------------------- |
| 1961  | Orchestre Alfred Hause | Bailando a dos (instr.)          |
| 1962  | Cornelia Froboess      | Zwei kleine Italiener            |
| 1963  | Gitte Hænning          | Ich will 'nen Cowboy als Mann    |
| 1964  | Siw Malmquist          | Liebeskummer lohnt sich nicht    |
| 1965  | Peggy March            | Mit 17 hat man noch Träume       |
| 1966  | Wencke Myhre           | Beiß nicht gleich in jeden Apfel |

## Source de la traduction
- (de) Cet article est partiellement ou en totalité issu de l’article de Wikipédia en allemand intitulé « Deutsche Schlager-Festspiele » (voir la liste des auteurs).